# 6044 Hammer-Purgstall
6044 Hammer-Purgstall là một tiểu hành tinh vành đai chính với chu kỳ quỹ đạo là 1687.0813666 ngày (4.62 năm).
Nó được phát hiện ngày 13 tháng 9 năm 1991.